# Östra Sorrödssjön
Östra Sorrödssjön är en sjö i Klippans kommun i Skåne och ingår i Rönne ås huvudavrinningsområde. Sjön är 3,8 meter djup, har en yta på 0,446 kvadratkilometer och befinner sig 42 meter över havet. Sjön avvattnas av vattendraget Ybbarpsån. Vid provfiske har bland annat abborre, braxen, gädda och mört fångats i sjön.

## Delavrinningsområde
Östra Sorrödssjön ingår i det delavrinningsområde (622179-134234) som SMHI kallar för Utloppet av Västra Sorrödssjön. Medelhöjden är 89 meter över havet och ytan är 61,82 kvadratkilometer. Räknas de 4 avrinningsområdena uppströms in blir den ackumulerade arean 71,87 kvadratkilometer. Ybbarpsån som avvattnar avrinningsområdet har biflödesordning 2, vilket innebär att vattnet flödar genom totalt 2 vattendrag innan det når havet efter 52 kilometer. Avrinningsområdet består mestadels av skog (64 %) och jordbruk (14 %). Avrinningsområdet har 2,48 kvadratkilometer vattenytor vilket ger det en sjöprocent på 4 %. Bebyggelsen i området täcker en yta av 2,62 kvadratkilometer eller 4 % av avrinningsområdet.

## Fisk
Vid provfiske har följande fisk fångats i sjön:
- Abborre
- Braxen
- Gädda
- Mört
- Sarv